# Václav Čtvrtek
Václav Čtvrtek, rodným jménem Václav Jan Maria Cafourek (4. dubna 1911 Praha – 6. listopadu 1976 Praha), byl spisovatel pro děti a mládež, autor povídek, románů a her o současných dětech i populárních pohádkových příběhů. Je považován za pokračovatele klasiků českých pohádek. Některá svá díla napsal pod pseudonymy, například Huge Prattler, Karel Poledne, Jan Neděla nebo Málek.

## Život
Narodil se do rodiny Jana Cafourka, účetního městského berního úřadu v Praze, a Johany, r. Fejfarové původem z Jičína, jako nejstarší ze tří matrikami doložených sourozenců (Karel Bedřich *1912 a Bedřiška *1916). Jeho rodný dům stojí na Jirečkově ulici 1018/16.
Za 1. světové války se rodina odstěhovala z Prahy k jeho dědečkovi do Jičína. Po skončení války a otcově návratu z ní se rodina vrátila do Prahy. Tatínek pak prý „celého třičtvrtě roku, večer co večer, vždycky po ulehnutí nám vyprávěl na pokračování divuplný seriál o tom, jak český švec Kramflek šel světem a co tam zažil“. Podle Aleše Fetterse to byla významná inspirace pro vlastní tvorbu.
V Praze vystudoval gymnázium, absolvoval kurz na obchodní akademii a na přání otce začal studovat práva, která však nedokončil, odešel po třech semestrech. Pak nastoupil jako úředník na okresním finančním ředitelství v Chebu a za druhé světové války pracoval jako finanční úředník v Praze.
Po osvobození začal spolupracovat s dětskými časopisy Brouček, Sedmihlásek, Vlaštovička, později Mateřídouška, Ohníček, Pionýr, Pionýrské noviny a s Československým rozhlasem, kde se stal vedoucím vysílání pro děti a mládež. 15. června 1959 si nechal úředně změnit jméno na Václav Čtvrtek, které si prý zvolil proto, že se narodil čtvrtého čtvrtý. Od roku 1960 se plně věnoval literární činnosti, kdy psal hlavně pohádkové příběhy, těch napsal přes sedmdesát. Jejich děje umísťoval často na Jičínsko. V roce 1975 se stal čestným občanem města Jičína.

## Dílo
Největší ohlasy získaly jeho pohádkové knihy a příběhy, které byly adaptovány pro televizi (večerníčky). Ve spolupráci s Československou televizí vznikly animované seriály, např. Pohádky z mechu a kapradí, O loupežníku Rumcajsovi, O loupežnickém synku Cipískovi, O makové panence a motýlu Emanuelovi, Říkání o víle Amálce. Část své spisovatelské tvorby věnoval psaní klukovských příběhů i dívčích románků a větších povídek umístěných do současnosti s pohádkovými motivy.
Některé z jeho prací jsou zařazovány do science fiction.

### Knižní vydání
- Whitehors a dítě s pihou (1940),
- Veselé pohádky o pejskovi a kočičce, strýci, hrochovi, loupežnících a jiných lidech a zvířátkách (1947),
- Jak pejsek a kočička pěstovali kaktus (1947),
- Lev utekl (1948),
- Kolotoč v Africe (1948),
- Král Lávra (1952),
- Honza, Čert a kašpárek (1956),
- Doktor Ludva Faust a povídky (1956),
- Budulínek (1957),
- My tři a pes z Pětipes (1958) – zfilmováno,
- Směr vesmír - start (1959), okrajově zařazováno do sci-fi literatury
- Pohádkové příběhy kominíka Valenty (1960),
- Modrý kosatec (1961),
- Chlapec s prakem (1961), sci-fi román pro mládež
- O Kubovi (1961),
- Čáry máry na zdi (1961),
- Patero pohádek pro závěsné loutky (1962),
- Zlaté pero (1962),
- Kosí strom (1963),
- Zlatá lilie (1964),
- Hodinky s lokomotivou (1965),
- Malá letní romance (1966),
- Duha a jelen Stovka (1966),
- Veselí mrtví (1967),
- Dobrodruzi z Devátého náměstí (1968),
- Pohádková muzika (1968),
- Pohádkový kalendář (1969),
- Pohádky ze čtyř studánek (1969),
- Rumcajs (1970) – zfilmováno ("O loupežníku Rumcajsovi"),
- O Česílkovi, Šejtročkovi a jednom známém loupežníkovi (1970),
- O makové panence a motýlu Emanuelovi (1970) – zfilmováno,
- Pohádky z mechu a kapradí (1970) – zfilmováno,
- Vodník Česílko (1970) – zfilmováno,
- Z nejkrásnějších pohádek V. Čtvrtka (1970),
- Zpívající psíci při měsíci (1970),
- Kočičiny kocourka Damiána (1971) – zfilmováno,
- Jak se Rumcajs poradil s rakem (1971),
- Rumcajsova loupežnická knížka (1971),
- Rumcajsova vánoční pohádka (1972),
- Jak čert hledal díru do pekla (1973),
- O víle Amálce a žabce Márince (1973),
- Císařská vojna se sultánem a jiné pohádky na motivy lidových písní (1973),
- O Rumcajsovi a loupežnickém synku Cipískovi (1973),
- Malá zlá kouzelnice a drak (1974),
- Pohádky z pařezové chaloupky Křemílka a Vochomůrky (1974),
- Cipísek (1975),
- Manka (1975),
- Malá zlá kouzelnice (1975),
- Neuvěřitelná příhoda práčete Leška (1975), dříve vydáno pod názvem Chlapec s prakem - zfilmováno ("Neuvěřitelný příběh")
- Jak si Slávek načaroval dubového mužíčka (1976),
- Nezbedné pověsti pro dospělé (1977),
- Cesty formana Šejtročka (1977) – zfilmováno,
- Čtyři Breberkos (1978),
- Franta a já (1978),
- Lenka a dva kluci (1978),
- Jak si Rumcajs poslal Cipíska pro pomoc (1978),
- Pohádka o myslivci a víle (1978),
- Jak ševci zvedli vojnu pro červenou sukni (1979) – zfilmováno ("O Kubovi a Stázině"),
- O hajném Robátkovi a jelenu Větrníkovi (1979) – zfilmováno,
- Podivuhodné vyprávění bývalého piráta Kolíska (1981),
- Nezbedné pohádky (1989),
- Rumcajsova loupežnická knížka (2007),
- Cipískova loupežnická knížka (2007),
- Rumcajs - leporelo pro nejmenší děti (2007),
- Jak Cipísek chránil jelení studánku – leporelo pro nejmenší děti (2008),
- Kočičiny kocourka Damiána (2008),
- Čtení o vepříkovi a kůzleti (2008) – zfilmováno,
- Jak ševci zvedli vojnu pro červenou sukni – Stázina (2008),
- Jak ševci zvedli vojnu pro červenou sukni – Kuba (2008).

### Filmografie
Díla Václava Čtvrtka tvoří námět více než třiceti filmových či televizních děl, především televizních seriálů. Dále napsal scénáře k následujícímu:
- 1979 Už nám byly tři (TV seriál)
- 1977 O hajném Robátkovi a jelenu Větrníkovi (13dílný TV seriál); Malá zlá kouzelnice (TV seriál)
- 1976 Rumcajsí pohádka o vílině šlojířku (TV film)
- 1975 Kuňky z žabí tůňky (4dílný TV seriál); Říkání o víle Amálce (TV seriál)
- 1967 O loupežníku Rumcajsovi (TV seriál)
- 1961 Ledové moře volá (dětský dobrodružný film)

## Zajímavosti
Komunistické heslo „poručíme větru, dešti, kdy má pršet a kdy vát“ pochází z Písničky mladých budovatelů (1955), jejíž text je připisován Václavu Čtvrtkovi, hudba Aloisu Paloučkovi. Výbor z díla Pohádkový rok (1985) uspořádaný Vladimírou Gabhartovou pro nakladatelství Panorama obsahuje i některé knižně nikdy nevydané pohádky. Z těch "rumcajsích" jsou to čtyři zveřejněné jen časopisecky v letech 1973–1981 včetně docela poslední Jak Rumcajs poradil ševci Krátkovi, vydané již posmrtně v Sedmičce pionýrů. Výbor ale knižně poprvé představil i některé povídky s Křemílkem a Vochomůrkou či vodníkem Česílkem, které tak patří mezi regulérní Čtvrtkovy „knižně vydané publikace“.